# 前405年
| 千纪： | 前1千纪 |
| 世纪： | 前6世纪 \| 前5世纪 \| 前4世纪 |
| 年代： | 前430年代 \| 前420年代 \| 前410年代 \| 前400年代 \| 前390年代 \| 前380年代 \| 前370年代                                                                                           |
| 年份： | 前410年 \| 前409年 \| 前408年 \| 前407年 \| 前406年 \| 前405年 \| 前404年 \| 前403年 \| 前402年 \| 前401年 \| 前400年                                                             |
| 纪年： | 周威烈王二十一年 魯穆公十一年 齊宣公五十一年 晉烈公十一年 趙烈侯四年 魏文侯二十年 韓景侯四年 秦簡公十年 楚聲王三年 宋昭公六十四年 衛慎公十年 鄭繻公十八年 燕後簡公十年 越王翳六年 |

## 大事記
- 齊國卿大夫田悼子去世，田氏家族，分裂成田和、公孫孫（田孫）為首的兩派，接著田布殺大夫公孫孫，此舉造成公孫會（田會）反叛，以廩丘投靠趙國田布派兵包圍了廩丘，田會派人向三晉求援，於是三晉聯合發起三晉伐齊之戰。

## 逝世
- 田悼子，田氏家族首领，田莊子田白之子，陳完之十世孫。